# Yeşilgöl, Yedisu
Yeşilgöl là một xã thuộc huyện Yedisu, tỉnh Bingöl, Thổ Nhĩ Kỳ. Dân số thời điểm năm 2010 là 143 người.